# Guangzhou Open 2024 - Qualificazioni singolare
Le qualificazioni del singolare femminile del Guangzhou Open 2024 sono state un torneo di tennis preliminare per accedere alla fase finale della manifestazione svolte dal 20 al 21 ottobre 2024. Le vincitrici dell'ultimo turno sono entrate di diritto nel tabellone principale. In caso di ritiro di una o più giocatrici aventi diritto a queste sono subentrati le lucky loser, ossia le giocatrici che hanno perso nell'ultimo turno ma che avevano una classifica più alta rispetto alle altre partecipanti che avevano comunque perso nel turno finale.

## Teste di serie
1. Julija Starodubceva (primo turno)
2. Caroline Dolehide (qualificata)
3. Jana Fett (qualificata)
4. Jessika Ponchet (qualificata)
5. Alycia Parks (ultimo turno, lucky loser)
6. Ella Seidel (ultimo turno, lucky loser)

1. Petra Martić (qualificata)
2. Tamara Korpatsch (primo turno)
3. Martina Trevisan (primo turno)
4. Emina Bektas (ultimo turno, lucky loser)
5. Alex Eala (qualificata)
6. Arianne Hartono (ultimo turno)

## Qualificate
1. Alex Eala
2. Caroline Dolehide
3. Jana Fett

1. Jessika Ponchet
2. Petra Martić
3. Mananchaya Sawangkaew

### Lucky loser
1. Emina Bektas
2. Alycia Parks

1. Elena Prindakina
2. Ella Seidel

## Tabellone

### Legenda
| - Q = Qualificato - WC = Wild card - LL = Lucky loser | - ALT = Alternate - SE = Special Exempt - PR = Protected Ranking | - w/o = Walkover - r = Ritirato - d = Squalificato |

### Sezione 1
|  | Primo turno | Primo turno         | Primo turno         | Primo turno | Primo turno |  |  | Ultimo turno | Ultimo turno     | Ultimo turno     | Ultimo turno | Ultimo turno |  |
|  |             |                     |                     |             |             |  |  |              |                  |                  |              |              |  |
|  | 1           | Julija Starodubceva | Julija Starodubceva | 3           | 1           |  |  |              |                  |                  |              |              |  |
|  |             | Elena Pridankina    | Elena Pridankina    | 6           | 6           |  |  |              | Elena Pridankina | Elena Pridankina | 2            | 2            |  |
|  |             | Gao Xinyu           | 2                   | 7           | 2           |  |  | 11           | Alex Eala        | Alex Eala        | 6            | 6            |  |
|  | 11          | Alex Eala           | 6                   | 63          | 6           |  |  |              |                  |                  |              |              |  |

### Sezione 2
|  | Primo turno | Primo turno       | Primo turno       | Primo turno | Primo turno |  |  | Ultimo turno | Ultimo turno      | Ultimo turno      | Ultimo turno | Ultimo turno |  |
|  |             |                   |                   |             |             |  |  |              |                   |                   |              |              |  |
|  | 2           | Caroline Dolehide | Caroline Dolehide | 6           | 6           |  |  |              |                   |                   |              |              |  |
|  | WC          | You Xiaodi        | You Xiaodi        | 1           | 2           |  |  | 2            | Caroline Dolehide | Caroline Dolehide | 6            | 7            |  |
|  | PR          | Margarita Betova  | Margarita Betova  | 1           | 62          |  |  | 10           | Emina Bektas      | Emina Bektas      | 4            | 6            |  |
|  | 10          | Emina Bektas      | Emina Bektas      | 6           | 7           |  |  |              |                   |                   |              |              |  |

### Sezione 3
|  | Primo turno | Primo turno      | Primo turno | Primo turno | Primo turno |  |  | Ultimo turno | Ultimo turno | Ultimo turno | Ultimo turno | Ultimo turno |  |
|  |             |                  |             |             |             |  |  |              |              |              |              |              |  |
|  | 3           | Jana Fett        | Jana Fett   | 6           | 6           |  |  |              |              |              |              |              |  |
|  | WC          | Liu Leyi         | Liu Leyi    | 1           | 1           |  |  | 3            | Jana Fett    | Jana Fett    | 6            | 6            |  |
|  |             | Ma Yexin         | 1           | 7           | 6           |  |  |              | Ma Yexin     | Ma Yexin     | 0            | 3            |  |
|  | 9           | Martina Trevisan | 6           | 62          | 4           |  |  |              |              |              |              |              |  |

### Sezione 4
|  | Primo turno | Primo turno     | Primo turno     | Primo turno | Primo turno |  |  | Ultimo turno | Ultimo turno    | Ultimo turno    | Ultimo turno | Ultimo turno |  |
|  |             |                 |                 |             |             |  |  |              |                 |                 |              |              |  |
|  | 4           | Jessika Ponchet | Jessika Ponchet | 6           | 6           |  |  |              |                 |                 |              |              |  |
|  |             | Carol Zhao      | Carol Zhao      | 1           | 2           |  |  | 4            | Jessika Ponchet | Jessika Ponchet | 6            | 7            |  |
|  |             | Ren Yufei       | 1               | 6           | 3           |  |  | 12           | Arianne Hartono | Arianne Hartono | 4            | 67           |  |
|  | 12          | Arianne Hartono | 6               | 4           | 6           |  |  |              |                 |                 |              |              |  |

### Sezione 5
|  | Primo turno | Primo turno            | Primo turno | Primo turno | Primo turno |  |  | Ultimo turno | Ultimo turno | Ultimo turno | Ultimo turno | Ultimo turno |  |
|  |             |                        |             |             |             |  |  |              |              |              |              |              |  |
|  | 5           | Alycia Parks           | 3           | 7           | 6           |  |  |              |              |              |              |              |  |
|  |             | Kathinka von Deichmann | 6           | 65          | 3           |  |  | 5            | Alycia Parks | Alycia Parks | 4            | 4            |  |
|  | WC          | Wang Jiaqi             | 2           | 6           | 4           |  |  | 7            | Petra Martić | Petra Martić | 6            | 6            |  |
|  | 7           | Petra Martić           | 6           | 3           | 6           |  |  |              |              |              |              |              |  |

### Sezione 6
|  | Primo turno | Primo turno           | Primo turno       | Primo turno | Primo turno |  |  | Ultimo turno | Ultimo turno          | Ultimo turno          | Ultimo turno | Ultimo turno |  |
|  |             |                       |                   |             |             |  |  |              |                       |                       |              |              |  |
|  | 6           | Ella Seidel           | Ella Seidel       | 7           | 6           |  |  |              |                       |                       |              |              |  |
|  |             | Linda Fruhvirtová     | Linda Fruhvirtová | 5           | 3           |  |  | 6            | Ella Seidel           | Ella Seidel           | 1            | 3            |  |
|  |             | Mananchaya Sawangkaew | 0                 | 6           | 6           |  |  |              | Mananchaya Sawangkaew | Mananchaya Sawangkaew | 6            | 6            |  |
|  | 8           | Tamara Korpatsch      | 6                 | 3           | 2           |  |  |              |                       |                       |              |              |  |